# Chandika
Chandika (nep. चण्डिका) – gaun wikas samiti w zachodniej części Nepalu w strefie Seti w dystrykcie Achham. Według nepalskiego spisu powszechnego z 2011 roku liczył on 439 gospodarstw domowych i 2111 mieszkańców (1179 kobiet i 932 mężczyzn).